# Les Œuvres inédites
Les Œuvres inédites est une collection éditée chez Ferenczi à partir de 1920.

## Liste des titres
- 1 Femmes et Maris par Marcel Prévost, 1920
- 2 Marie-Louise ou les Deux Sœurs par Henry Bordeaux, 1920
- 9 Histoires exotiques et merveilleuses par P. Mille
- 10 Fiançailles tragiques par C. Foley, 1920
- 11 Les Trois Lys par Lucie Delarue-Mardrus, 1920
- 12 Un auteur folichon par J. Landre
- 13 La Maison vierge par Rachilde
- 14 La Comtesse Ghislaine par J.-H. Rosny aîné, 1920
- 15 La Jolie Madame Livran par P. Veber
- 16 La Dernière Croisade par M. Berger, 1920
- 17 Le Petit Lancrit par Gustave Guiches. 1921
- 18 Le Crime par M. Level, 1921